# Енджадіна-Басса/Валь-Мюштайр
Енджадіна-Басса/Валь-Мюштайр (ромш. Regiun Engiadina Bassa/Val Müstair) — регіон у Швейцарії в кантоні Граубюнден.
Адміністративний центр — Шкуоль.

## Громади
У таблиці наведено список громад округу станом на 2022 рік, населення та площа станом на 2019 рік.

| Українська назва | Оригінальна назва | Код BFS | Населення | Площа |
| ---------------- | ----------------- | ------- | --------- | ----- |
| Валь-Мюштайр     | Val Müstair       | 3847    | 1437      | 198,6 |
| Вальзот          | Valsot            | 3764    | 841       | 159,0 |
| Замнаун          | Samnaun           | 3752    | 772       | 56,3  |
| Цернец           | Zernez            | 3746    | 1523      | 344,0 |
| Шкуоль           | Scuol             | 3762    | 4624      | 438,6 |